# Fernando de Soria
Luis Strauss Soria (Buenos Aires, 8 de septiembre de 1937-Lima, 29 de octubre de 2017), más conocido por su nombre artístico Fernando de Soria, fue un actor y cantante de nacionalidad argentino-peruana.

## Biografía

### Inicios
Nació en Buenos Aires de padre belga y de madre peruana. Allí empezó su carrera artística sin la aprobación de sus padres. Debutó en la década del sesenta en el programa musical argentino El Club del Clan en el cual también participaron cantantes como Palito Ortega, Leo Dan y Violeta Rivas. En este espacio televisivo de la nueva ola tomaría el nombre artístico de Fernando de Soria, en honor a su abuelo, un bohemio poeta. Fue también artista plástico y docente egresado de la Escuela Nacional de Bellas Artes de Argentina.

### Carrera en el Perú

#### Televisión
Al finalizar El Club del Clan, De Soria recibió invitaciones para actuar de México, Panamá y Perú. Eligió este último por la curiosidad de conocer el país de su madre sin sospechar que pasaría allí el resto de su vida. En el Perú actuó en diversas teleseries como Los hipócritas (1968), La Fábrica, El padrecito de mi barrio (1973), Páginas de la vida (1984), Gamboa (1986), El Hombre que debe morir (1989), Velo negro, velo blanco (1991), El ángel vengador: Calígula (1993), Gorrión (1994), Malicia (1995), Escándalo (1997) entre otras.
En 2004 participó en la producción Eva del Edén.

#### Teatro
En teatro es de destaque su participación en la obra Justo en lo mejor de mi vida, que protagonizó en 2008.

#### Cine
Participó en películas como Las malas intenciones y Doble juego.

#### Canto
Fernando también se dedicó al canto y la composición durante los años 60. Interpretó canciones como Una noche, un recuerdo junto a su primera esposa Ana María Martínez, así como también Respírame cerca; y escribió temas como Con los pies en la arena.

### Fallecimiento
De Soria falleció el 29 de octubre de 2017 tras una larga lucha contra el cáncer de ganglios que lo aquejaba. El anuncio fue hecho por su hijo el cantante Jean Paul Strauss. Sus restos fueron velados en el Salón Mochica del Museo de la Nación.